# Bejt din
| Židé a judaismus |
| Židé • Judaismus • Kdo je Žid |
| Ortodoxní • Konzervativní (Masorti) Progresivní (Reformní - Liberální) • Ultraortodoxní Samaritáni • Falašové • Karaité                                                                                            |
| Etnické skupiny a jazyky |
| Aškenázové • Sefardové • Mizrachim Hebrejština • Jidiš • Ladino • Ge'ez • Buchori |
| Populace (vývoj) |
| Evropa • Amerika • Asie • Afrika • Austrálie |
| Náboženství |
| Bůh • Principy víry • Boží jména 613 micvot • Halacha • Noachidské zákony Mesiáš • Eschatologie |
| Židovské myšlení, filosofie a etika |
| Židovská filosofie Cdaka • Musar • Vyvolenost Chasidismus • Kabala • Haskala |
| Náboženské texty |
| Tóra • Tanach • Mišna • Talmud • Midraš Tosefta • Mišne Tora • Šulchan aruch Sidur • Machzor • Pijut • Zohar |
| Životní cyklus, tradice a zvyky |
| Obřízka • Pidjon ha-ben • Simchat bat • Bar micva Šiduch • Svatba • Ketuba • Rozvod (Get) • Pohřeb Kašrut • Židovský kalendář • Židovské svátky Talit • Tfilin • Cicit • Kipa Mezuza • Menora • Šofar • Sefer Tora |
| Významné postavy židovství |
| Abrahám • Izák • Jákob • Mojžíš Šalomoun • David • Elijáš • Áron Maimonides • Nachmanides • Raši Ba'al Šem Tov • Ga'on z Vilna • Maharal                                                                           |
| Náboženské budovy a instituce |
| Chrám • Synagoga • Ješiva • Bejt midraš Rabín • Chazan • Dajan • Ga'on Kohen (kněz) • Mašgiach • Gabaj • Šochet Mohel • Bejt din • Roš ješiva                                                                      |
| Židovská liturgie |
| Šema • Amida • Kadiš Minhag • Minjan • Nosach Šacharit • Mincha • Ma'ariv • Musaf |
| Dějiny Židů |
| starověk • středověk • novověk |
| Blízká témata |
| Antisemitismus • Gój • Holocaust • Izrael Filosemitismus • Sionismus Abrahámovská náboženství |
| z • d • e |

Bejt din (hebrejsky: בית דין) je židovský náboženský soud. Zasedají v něm nejméně tři kvalifikované osoby, nejčastěji rabíni. V ortodoxních a ve většině případů i v konzervativních bejt dinech zasedají pouze muži. V reformních bejt dinech zasedají v některých případech také ženy. Bejt din rozhoduje ve věcech osobního stavu, tedy např. ve věcech konverze, rozvodu nebo osobních sporů mezi dvěma židy.

## Původ instituce
Bejt din datuje svůj původ až do biblických dob – první bejt din (připomínající radu starších) měl na radu svého tchána Jitra ustanovit již Mojžíš. Dále ustanovení soudců nařizuje přikázání z Dt 16, 18 „A ustanovíš sobě soudce ve tvých branách“. Počet členů se různí, záleží na situaci a případu, ke kterému je bejt din svolán. Tyto případy podrobně vyjmenovává traktát Mišny Sanhedrin.
- 3 členové (dnes standardně označovaný jako „Bejt din“) – řeší tzv. dinej mamonot – tedy případy týkající se majetku, majetkové trestné činy a krádeže, poškození věci; dále ustanovování nového měsíce, smicha (rabínská ordinace) (tyto případy má podle některých učenců soudit pět soudců); zásnuby rozvody, chalica.
- 23 členů (tzv. „malý Sanhedrin“) – řeší tzv. dinej nefašot – hrdelní tresty – bičování, trest smrti, případy, při nichž dojde k újmě na zdraví nebo na životě.
- 71 členů (tzv. velký Sanhedrin) – zasedal v Chrámu a sloužil jako instituce nejvyššího soudu.

## Počet členů
Soud musí mít vždy lichý počet členů, aby nikdy nedošlo k patové situaci k nevynesení rozsudku. Mišna vykládá důvod počtu členů takto:
| „                | Proč má velký (Sanhedrin) sedmdesát jedna (členů)? Neboť je řečeno: „Shromažď mi sedmdesát mužů z izraelských starších“ (Nu 11,16) - a nad nimi Mojžíš - to je dohromady sedmdesát jedna. ... A odkud máme, že malý (Sanhedrin) má mít dvacet tři (členů)? Neboť je řečeno: „Pospolitost rozhodne ... Tím pospolitost vyprostí...“ (Nu 35, 24-25) - pospolitost, jenž rozhoduje a pospolitost, jenž vyprostí - to je dvacet lidí. Odkud víme, že (jedna) pospolitost je deset? Neboť je řečeno: „Jak dlouho mám snášet tuto zlou pospolitost“ (Nu 14,27) bez Jozueho a Káleba (to je deset mužů). A na základě čeho přidáváme ještě tři? Logickou dedukcí z verše: „Nepřidáš se k většině, páchá-li zlo“ (Ex 23,2). Z toho vyplývá, že musím být (s většinou), koná li dobro. A proč je tedy tamtéž řečeno: „Nebudeš vypovídat ve sporu s ohledem na většinu a převracet právo“? To znamená, že tvůj odsuzující rozsudek nebude jako tvůj rozsudek osvobozující, neboť na vynesení osvobozujícího rozsudku je zapotřebí většina jednoho hlasu, ale k vynesení rozsudku odsuzujícího většina dvou hlasů. A protože soud nemůže mít sudý počet členů, tedy přidali ještě jednoho a tak jich je dvacet tři. A jak velké musí být město, aby mohlo mít Sanhedrin? Sto dvacet obyvatel. Rabi Nechemja říká: Dvěstě třicet, aby na každého člena Sanhedrinu připadlo alespoň deset lidí. | “ |
| — Sanhedrin 1, 6 | |   |

## Bejt din dnes
Dnešní bejt din sestává v naprosté většině ze tří rabínů a rozhoduje o následujících záležitostech:
- Rozvod podle náboženských pravidel.
- Hechšer, tedy udělení hechšeru potravinám, restauracím a jiným stravovacím zařízením.
- Prozkoušení speciálních funkcí – šochet, mašgiach, mohel apod.
- Konverze – alepsoň jeden ze členů bejt dinu se musí podrobněji věnovat problematice konvertitů.
- Vynášení halachických rozhodnutí v rámci komunity

## Instituce bejt dinu
av bejt din(hebrejsky: אב בית דין‎, dosl. „otec soudního dvora“, אב״ד), halachický expert, většinou nejrespektovanější člen soudního dvora. V dobách existence velkého Sanhedrinu byl Av bejt din místopředseda soudního dvora.
roš bejt din(hebrejsky: ראש בית דין‎, dosl. „hlava soudu“, רב״ד), předseda soudu. Někdy av bejt din a roš bejt din jsou jedna a tatáž osoba.
dajan(hebrejsky: דיין‎, soudce) člen soudního dvora.
chaver bejt din(hebrejsky: חבר בית דין‎ dosl. „přítel soudního dvora“), rádce a expert pracující pro soudní dvůr (v civilních soudech by měl status soudního experta), aniž by sám musel nutně být dajanem.